# Кремия
Крѐмия (на италиански: Cremia; на ломбардски: Cremie, Кремие) е село и община в Северна Италия, провинция Комо, регион Ломбардия. Разположено е на 330 m надморска височина, на западния бряг на езеро Лаго ди Комо. Населението на общината е 694 души (към 2017 г.).